# Ethel Barrymore
Pour l’article homonyme, voir Barrymore.
Ethel Barrymore, née Ethel Mae Blyth le 15 août 1879 à Philadelphie en Pennsylvanie (États-Unis) et morte le 18 juin 1959 d’une crise cardiaque à Hollywood, est une actrice américaine.

## Biographie
Née dans une famille de comédiens américains, son père Maurice Barrymore et sa mère Georgiana Emma Drew, Ethel Barrymore rêve d'être une grande pianiste, mais la seule profession qui l’intéresse est le théâtre et la comédie.
Après avoir joué avec ses frères dans des rôles comiques, elle est engagée en 1932 par la MGM pour jouer des personnages secondaires dans les films comme Raspoutine et l'Impératrice.
Après dix années sans grand succès, Ethel accepte l'invitation de Cary Grant pour jouer la mère de Grant dans Rien qu'un cœur solitaire film réalisé par Clifford Odets en 1944 pour lequel elle obtient un Oscar dans le rôle de Ma Mott.

### Vie privée
Elle refuse la demande en mariage de Winston Churchill alors jeune politicien en vogue au Royaume-Uni. 
Elle se convertit à la religion catholique. Le 14 mars 1909, elle épouse Russell Griswold Colt, dont elle eut trois enfants et dont elle divorça le 6 juillet 1923.

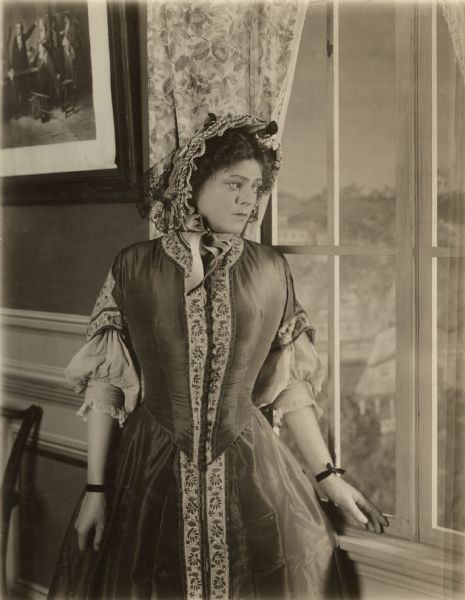
Dans The Awakening of Helena Ritchie (1916).

### Postérité
De son vivant, Ethel Barrymore donna son nom à un théâtre de Broadway, le Ethel Barrymore Theatre, où fut notamment créé Un tramway nommé Désir de Tennessee Williams.

## Filmographie partielle
- 1914 : The Nightingale (en) de Augustus E. Thomas
- 1915 : The Final Judgment de Edwin Carewe
- 1916 : The Kiss of Hate de William Nigh
- 1916 : The Awakening of Helena Ritchie de John W. Noble
- 1917 : The White Raven (en) de George D. Baker
- 1917 : The Call of Her People de John W. Noble
- 1917 : The Greatest Power d'Edwin Carewe et Edward LeSaint
- 1917 : The Lifted Veil (en) de George D. Baker
- 1917 : Life's Whirlpool de Lionel Barrymore
- 1917 : The Eternal Mother de Frank Reicher
- 1917 : An American Widow de Frank Reicher
- 1917 : National Red Cross Pageant de Christy Cabanne

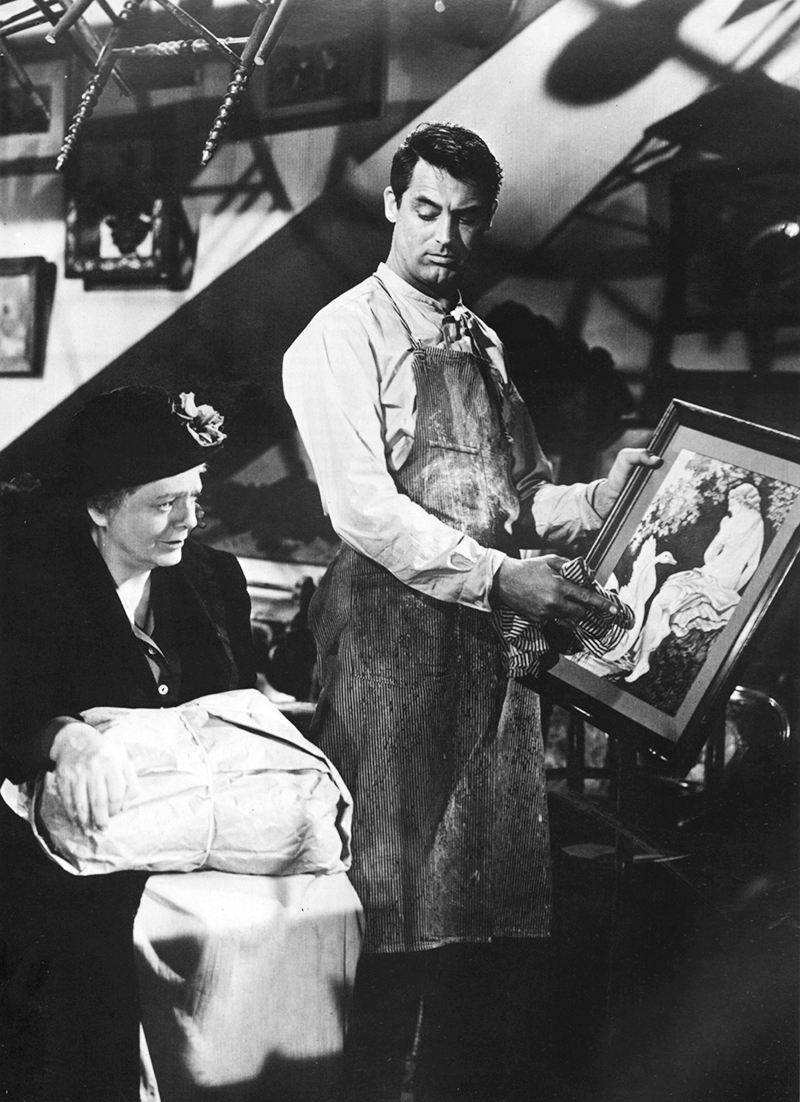
Dans Rien qu'un cœur solitaire (1944).

- 1918 : Our Mrs. McChesney de Ralph Ince
- 1919 : La Divorcée (The Divorcee) de Herbert Blaché
- 1926 : Broken Hearts of Hollywood de Lloyd Bacon
- 1926 : Camille de Ralph Barton : Olympe
- 1932 : Raspoutine et l’Impératrice (Rasputin And The Empress) de Richard Boleslawski
- 1933 : All at Sea de E.H. Kleinert (court-métrage)
- 1944 : Rien qu'un cœur solitaire (None But the Lonely Heart) de Clifford Odets
- 1946 : Deux Mains, la nuit (The Spiral Staircase) de Robert Siodmak
- 1947 : Ma femme est un grand homme (The Farmer's Daughter) de Henry Codman Potter
- 1947 : La Rose du crime (Moss Rose) de Gregory Ratoff
- 1947 : Le Procès Paradine (The Paradine Case) d'Alfred Hitchcock
- 1947 : La Chanson des ténèbres (Night Song) de John Cromwell
- 1948 : Le Fils du pendu (Moonrise) de Frank Borzage
- 1948 : Le Portrait de Jennie (Portrait of Jennie) de William Dieterle
- 1949 : Suspense de Robert Mulligan (série télévisée)
- 1949 : Passion fatale (The Great Sinner) de Robert Siodmak
- 1949 : Le Baiser de minuit (That Midnight Kiss) de Norman Taurog
- 1949 : Le Danube rouge (The Red Danube) de George Sidney
- 1949 : L'Héritage de la chair (Pinky) d'Elia Kazan
- 1950 : NBC Opera Theater de Kirk Browning et Charles Polachek (série télévisée)
- 1951 : Femme en péril (Kind Lady) de John Sturges
- 1951 : L'Énigme du lac noir (The Secret of Convict Lake) de Michael Gordon
- 1951 : It's a Big Country de Clarence Brown, Don Hartman, John Sturges…
- 1952 : Bas les masques (Deadline - États-Unis) de Richard Brooks
- 1952 : Pour vous, mon amour (Just for You) d'Elliott Nugent
- 1952 : Hollywood Opening Night (en) de Richard Irving (série télévisée), 1 épisode
- 1953 : Histoire de trois amours (The Story of Three Loves), film à sketches, épisode Mademoiselle de Vincente Minnelli
- 1954 : Climax! (série télévisée), 1 épisode
- 1954 : Un amour pas comme les autres (Young at Heart) de Gordon Douglas
- 1955 : General Electric Theater (série télévisée), 1 épisode
- 1956 : Playhouse 90 (série télévisée), 1 épisode
- 1957 : Johnny la bagarre (Johnny Trouble) de John H. Auer